# 逸仙湍蛙
逸仙湍蛙（学名：Amolops yatseni），一种分布于中华人民共和国广东省的两栖动物，隶属于蛙科湍蛙属。模式产地为广东省中山市五桂山。种加词取自中山大学的创建者孙中山先生的教名，其出生地翠亨村位于模式产地附近5千米左右。本种过去被鉴定记录为华南湍蛙（Amolops ricketti）。

## 形态特征
逸仙湍蛙雄蛙体长39.3～44.7毫米，雌蛙体长42.1～48.9毫米。身体背面皮肤粗糙，呈深绿色；四肢背部有模糊的黑色横纹；身体腹面为乳白色，具有深灰色星云状斑点。